# Henryk Leliwa-Roycewicz
Henryk Leliwa-Roycewicz   (Janopol, Lublin Voivodeship, 30 de juliol de 1898 - Varsòvia, 18 de juny de 1990) va ser un militar i genet polonès que va competir durant les dècades de 1920 i 1930.

## Carrera militar
Nascut a Janopol, Imperi Rus, en finalitzar l'escola secundària a Kowno l'octubre de 1917 va ingressar a la Polska Organizacja Wojskowa. El 1918 ingressà al 1r regiment de cavalleria i dos anys més tard finalitzà els estudis a l'Exèrcit de Terra, a Varsòvia. El juny de 1921 fou nomenat sotstinent i el setembre de 1922 fou ascendit a tinent. En acabar la instrucció de cavalleria passà a formar part del grup d'esports eqüestres. Entre 1937 i 1939 ocupà el lloc d'instructor al centre de formació de cavalleria de Grudziądz. Fou ferit durant la Campanya de Polònia i gràcies a què fugí de l'hospital evità morir en la Massacre de Katin. El 1941 arribà a Varsòvia i prosseguí la lluita en el si de l'Armia Krajowa. De novembre de 1943 fins a la fi de la insurrecció de Varsòvia comandà el batalló "Kiliński". El 8 de setembre de 1944 fou ferit greument. El 1949 va ser condemnat a sis anys de presó pels comunistes, però el 1956 fou absolt de tots els càrrecs.

## Carrera esportiva
El 1936 va prendre part en els Jocs Olímpics de Berlín, on va disputar dues proves del programa d'hípica amb el cavall Arlekin III. Va guanyar la medalla de plata en la prova de concurs complet per equips i fou quinzè en la de concurs complet individual.
En el seu palmarès també destaca la Copa de les nacions de 1928, 1931 i 1932.